# Hungund
Hungund (en canarés: ಹುನಗುಂದ ) es una ciudad de la India en el distrito de Bagalkot, estado de Karnataka.

## Geografía
Se encuentra a una altitud de 539 m s. n. m. a 450 km de la capital estatal, Bangalore, en la zona horaria UTC +5:30.

## Demografía
Según estimación 2011 contaba con una población de 20 228 habitantes.